# Downhill (filme)

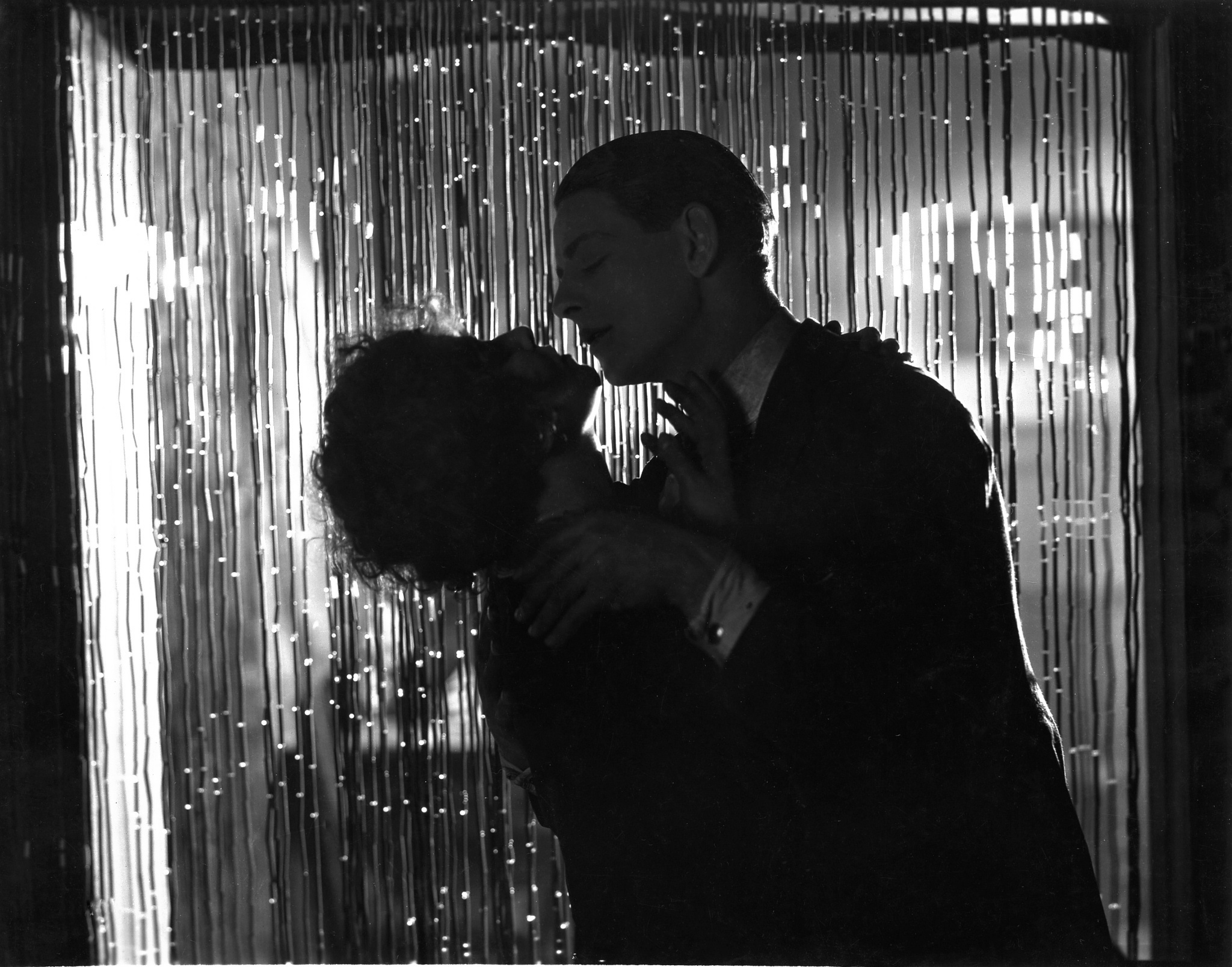
Uma cena do filme

Downhill é um filme de drama mudo de 1927 dirigido por Alfred Hitchcock, estrelando Ivor Novello, Robin Irvine e Isabel Jeans. Foi baseado na peça de teatro Down Hill de Mary Cowden Clarke e Constance Collier.

## Enredo
O jovem Roddy Berwick (Ivor Novello) é a estrela do time de rugby e lidera o grupo de colegas em um internato britânico. Ele dá a palavra a seu grande amigo Tim Wakely (Robin Irvine) quando este vê sua entrada na Universidade de Oxford ameaçada por um acidente, e promete nunca denunciá-lo.

## Elenco
- Ivor Novello como Roddy Berwick
- Robin Irvine como Tim Wakely
- Isabel Jeans como Julia Fotheringale
- Ian Hunter como Archie
- Norman McKinnel como Sir Thomas Berwick
- Annette Benson como Mabel
- Sybil Rhoda como Sybil Wakely
- Lilian Braithwaite como Lady Berwick
- Violet Farebrother como  O Poeta
- Ben Webster como Dr. Dawson
- Hannah Jones como The Dressmaker
- Jerrold Robertshaw como Reverendo Henry Wakely
- Barbara Gott como Madame Michet
- Alf Goddard como O Sueco
- J. Nelson como Hibbert